# Voile partiel

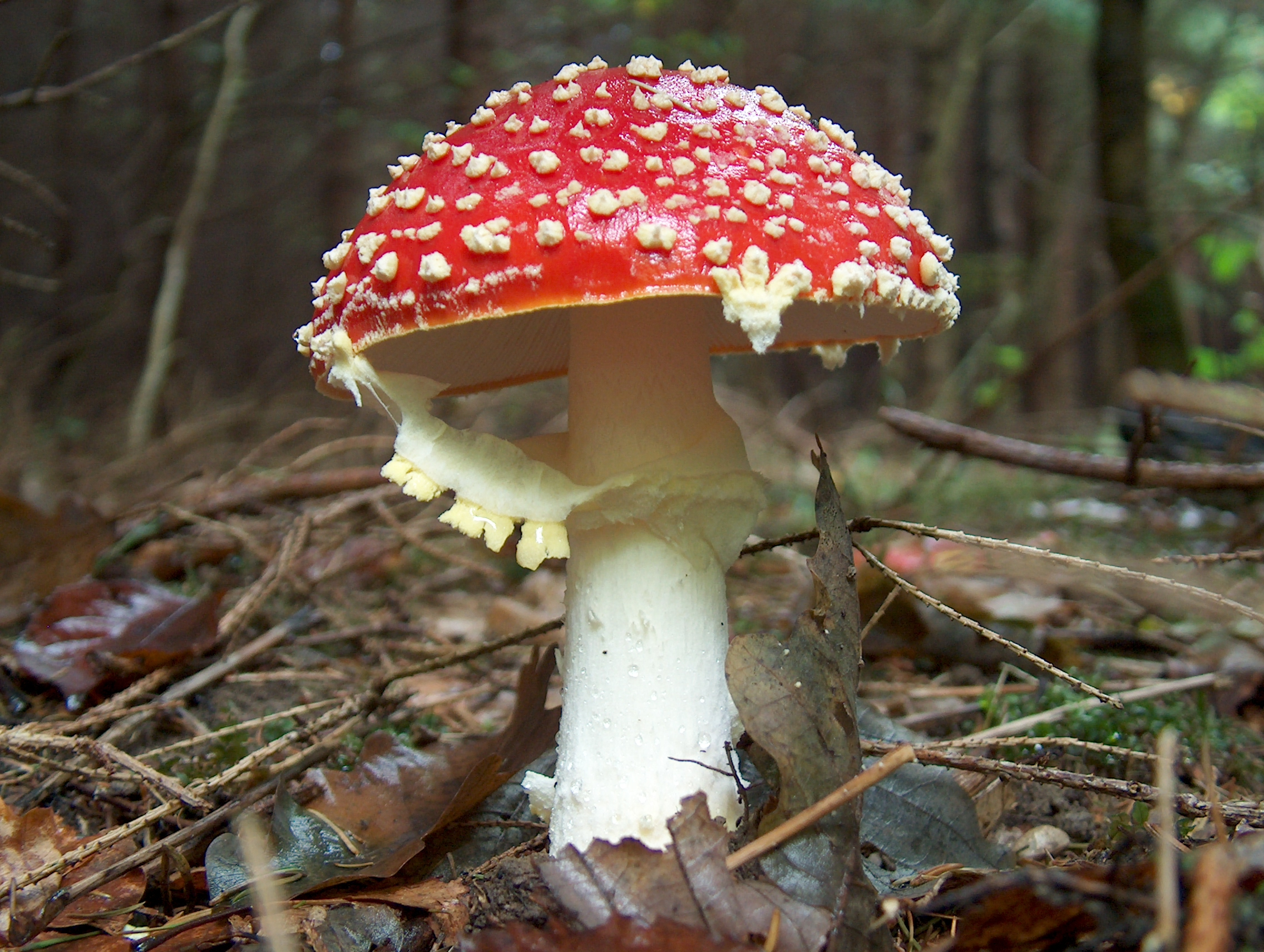
Voile partiel déchiré chez Amanita muscaria

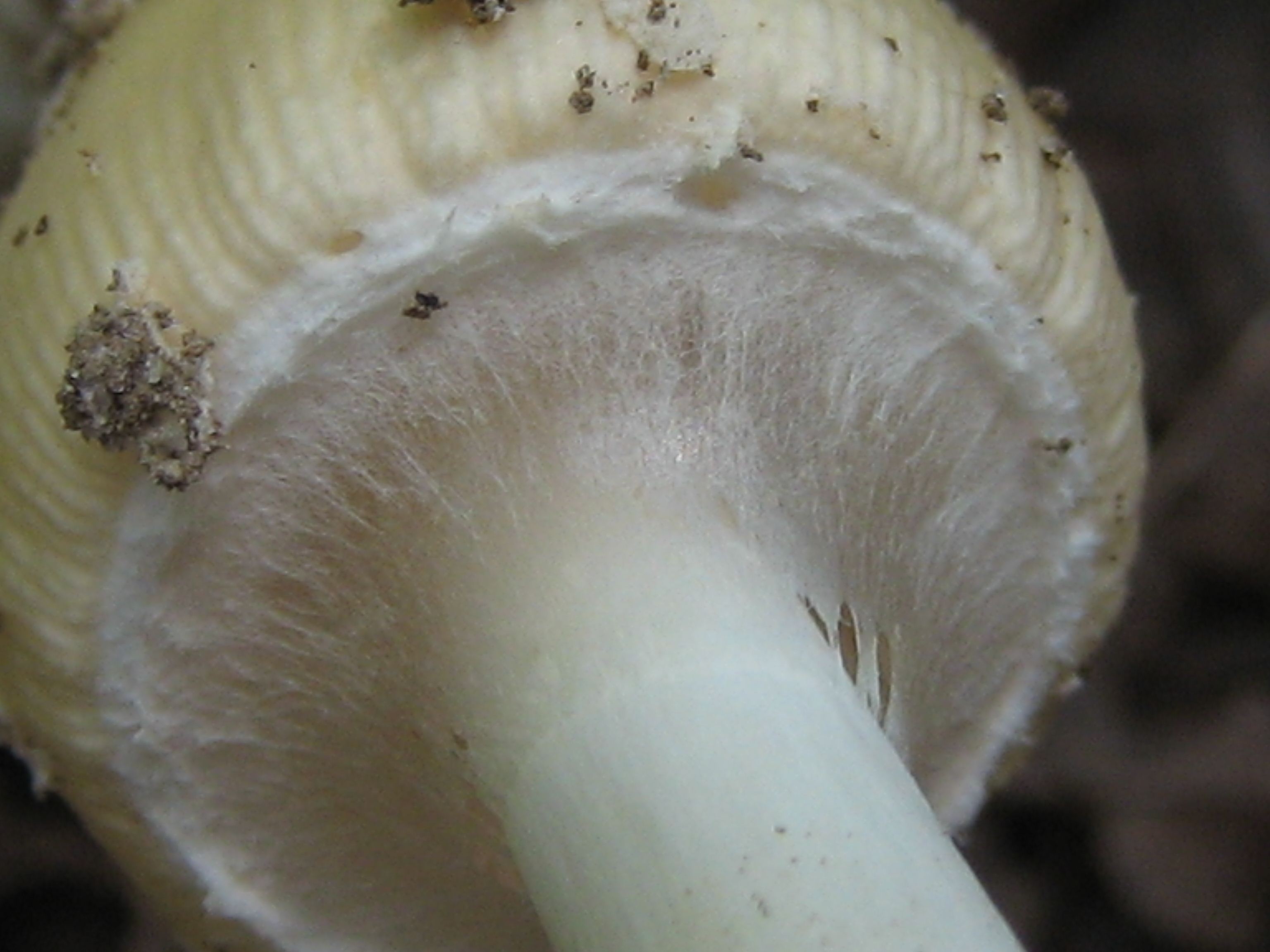
Voile partiel entier chez Amanita velatipes

En mycologie, le voile partiel, appelé aussi voile secondaire, est un terme collectif qui a été appliqué à tous les types d'anneaux, à l'origine une couche de tissu qui enveloppe ou enveloppait dans la jeunesse (on parle de primordiums) les lamelles ou les tubes de l'hyménium du sporophore, chez certaines espèces de champignons.
Il ne faut pas confondre le voile partiel avec le voile universel, ou voile général qui est l'enveloppe complète du sporophore.

## Description
Ce voile réunit la marge de l'hyménophore (chapeau) au stipe chez le primordium et protégeant l’hyménium jeune. Il laisse souvent un anneau (voile membraneux) ou une cortine (voile filamenteux).
Le voile partiel peut subsister, après la croissance du sporophore, sous la forme d'anneau sur le stipe et d'une frange appendiculée sur la marge de l'hyménophore.
Se séparant de l'hyménium à mesure que le champignon croît, le voile partiel finit par se déchirer, laissant un anneau autour du pied. Cet anneau peut être simple ou double (le point de contact de deux voiles d'origine différentes), il peut prendre la forme d'une bague, de bracelets, d'une jupe, d'une frange, d'une toile d'araignée et rester intact ou réduit à des fragments ou encore disparaître.
L'armille est difficile à interpréter. Il pourrait s'agir d'un cas particulier d'anneau (voile partiel), ou comme un manchon dérivant du voile général, engainant le pied et s'épanouissant au sommet en une collerette.
L'indusie des Phallus (mots signifiant "Chemise industriellement tissée après la maturation) n'est ni une jupe réticulée, ni un reste du voile partiel. Il n'a donc pas la fonction de protection de l'hyménium.

## Voile partiel chez les basidiomycètes
Chez les Amanitaceae le voile partiel protège les lames et va subsister en laissant une marge appendiculée et un anneau.
Chez les Cortinarius, le voile partiel filamenteux va tendre à disparaître.
Chez les Suillus, Paragyrodon (anciens Boletus expulsés et relogés provisoirement), il protège les tubes et va parfois laisser un anneau.

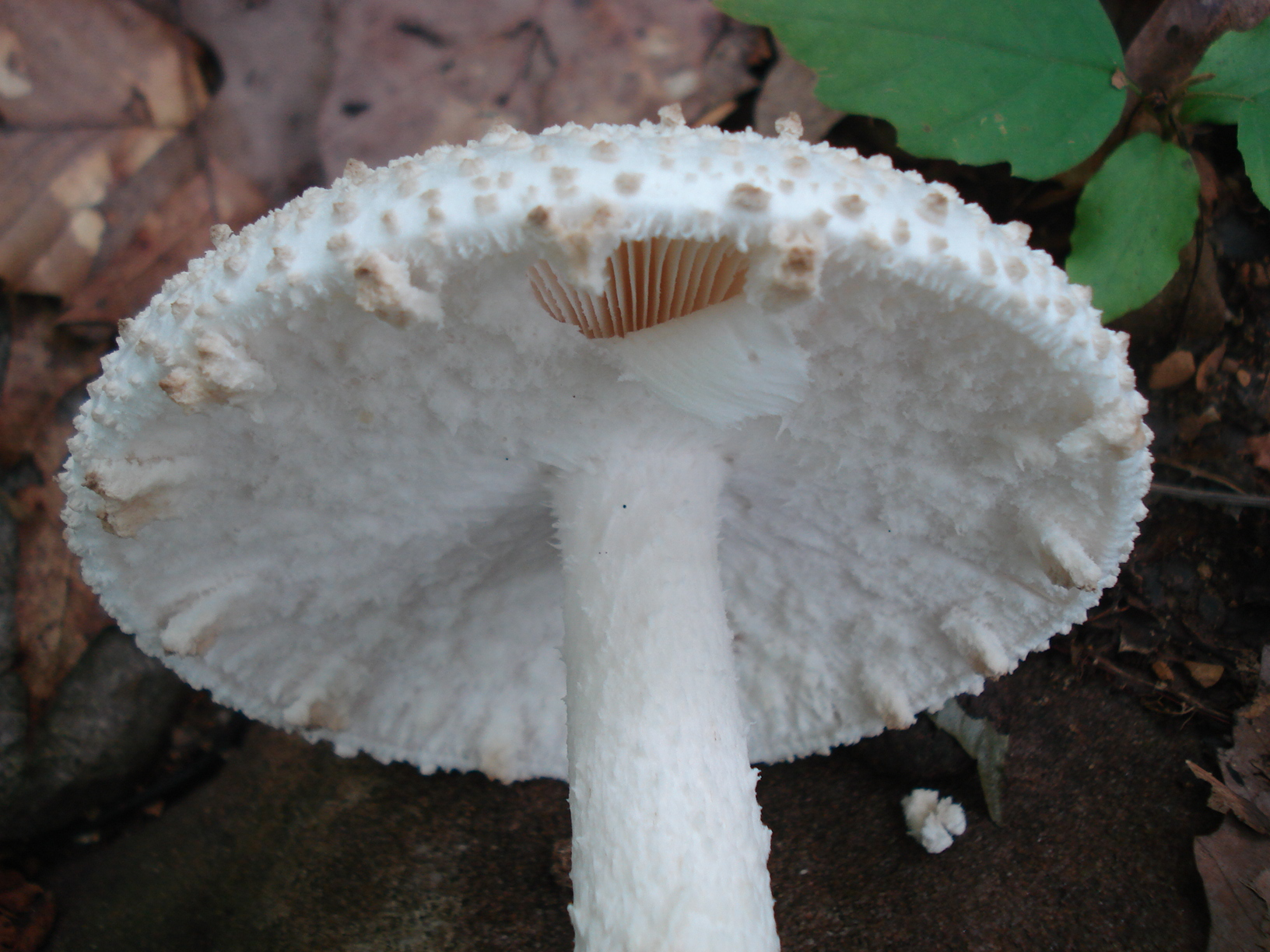
Voile partiel déchiré chez Amanita atkinsoniana
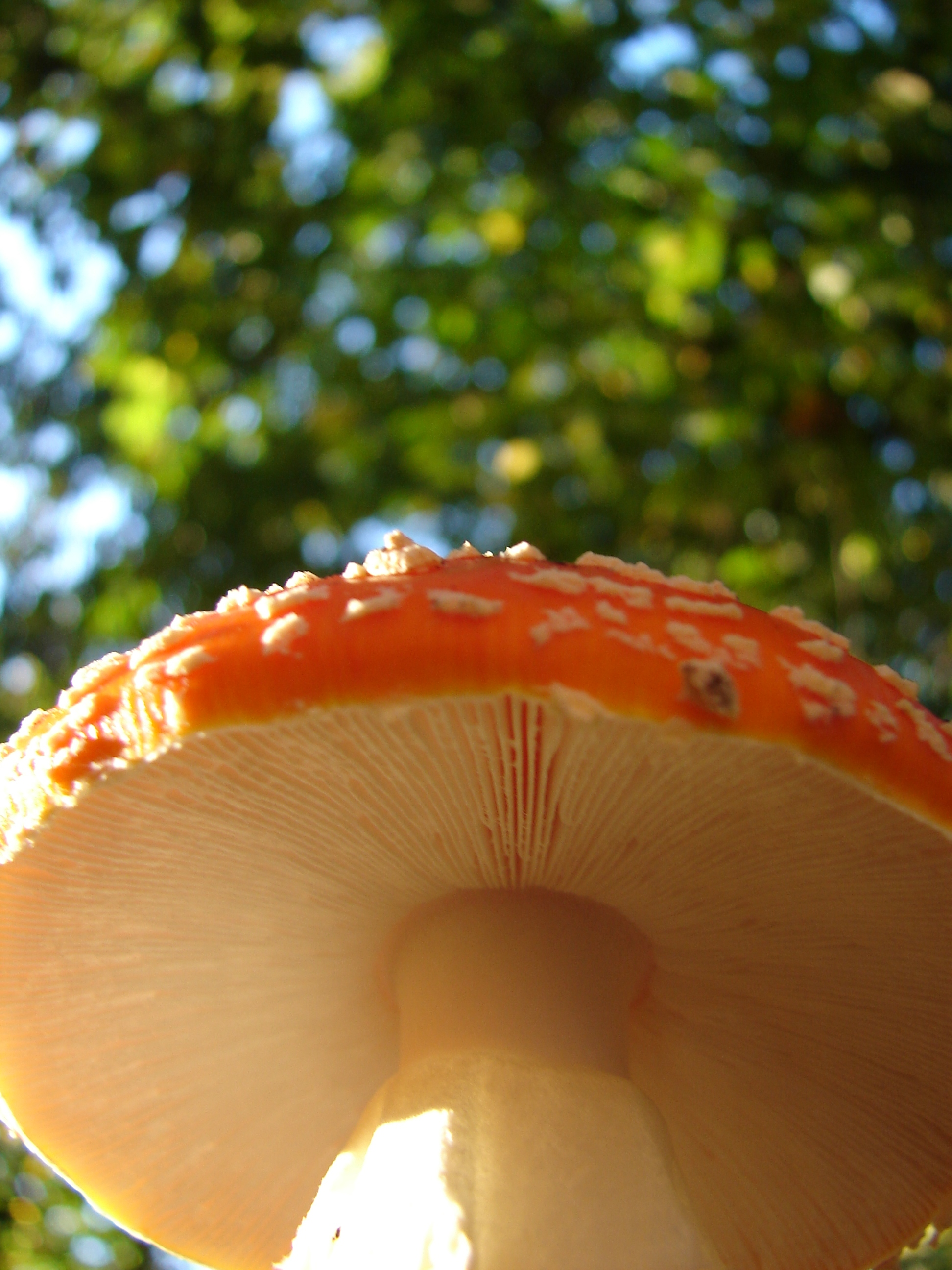
L'anneau, reste du voile partiel chez Amanita muscaria
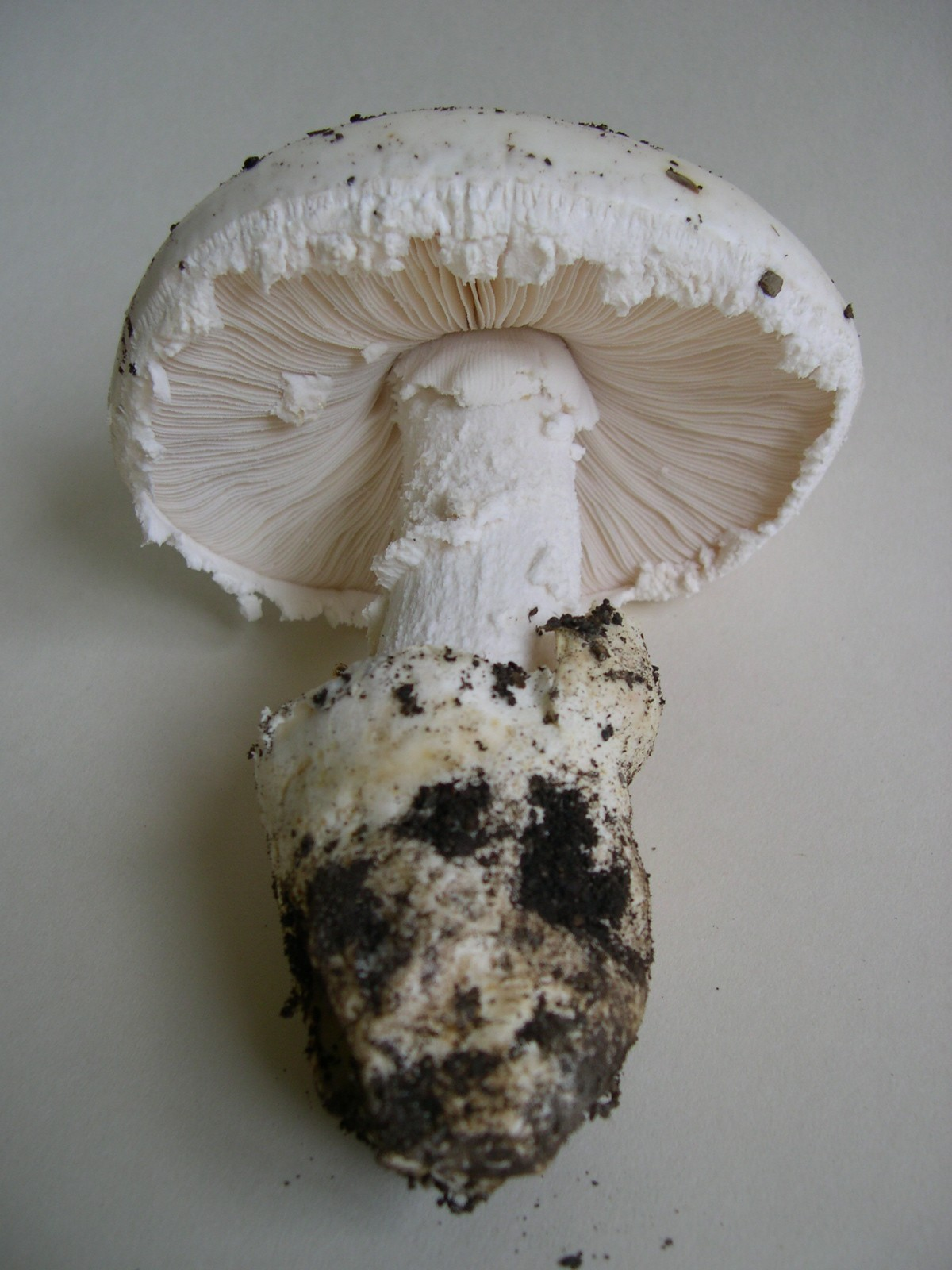
Marge appendiculée chez Amanita ovoidea
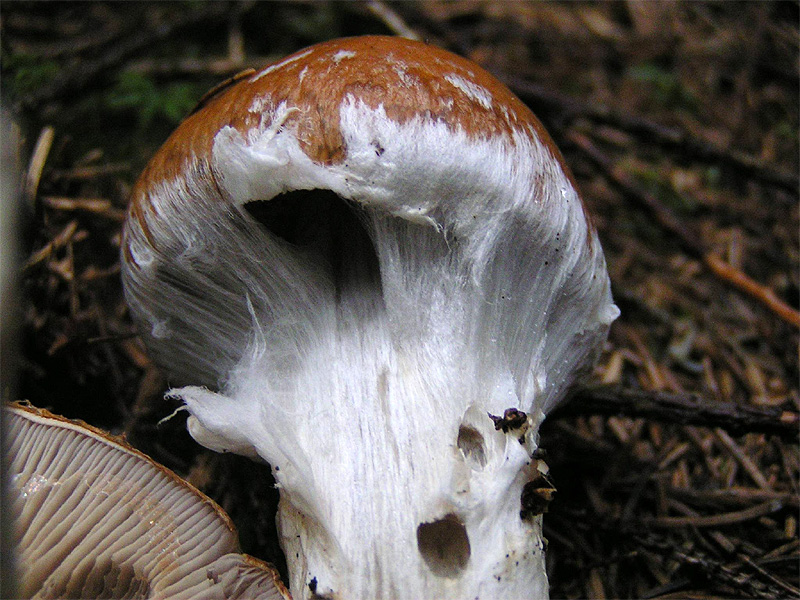
Voile partiel fibrilleux chez Cortinarius claricolor
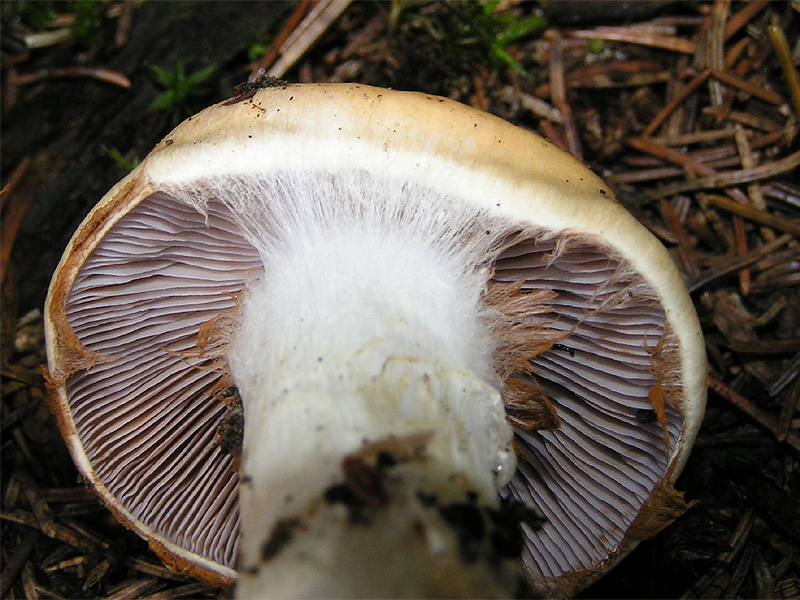
Reste du voile partiel chez Cortinarius varius
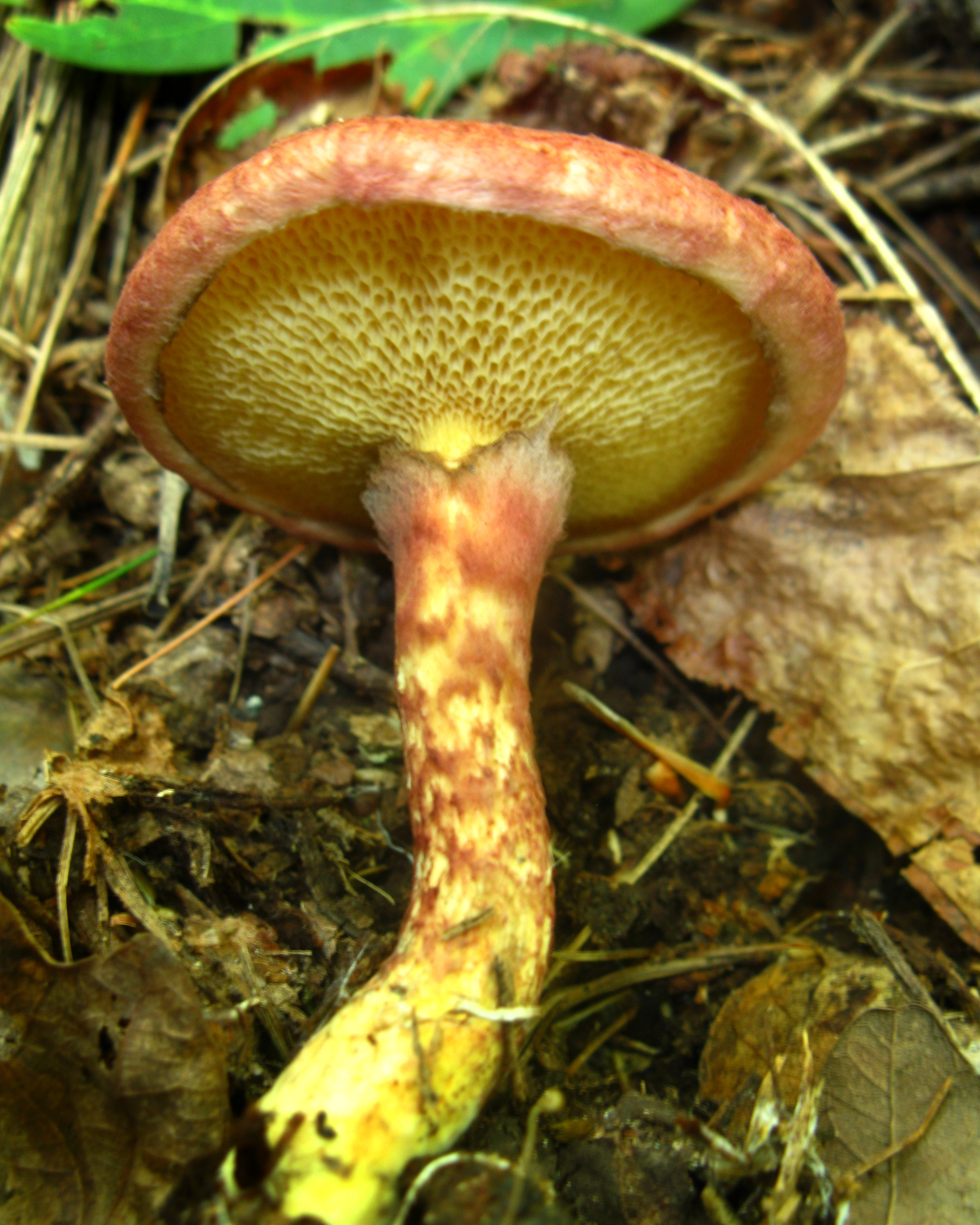
Voile partiel blanc chez Suillus pictus jeune
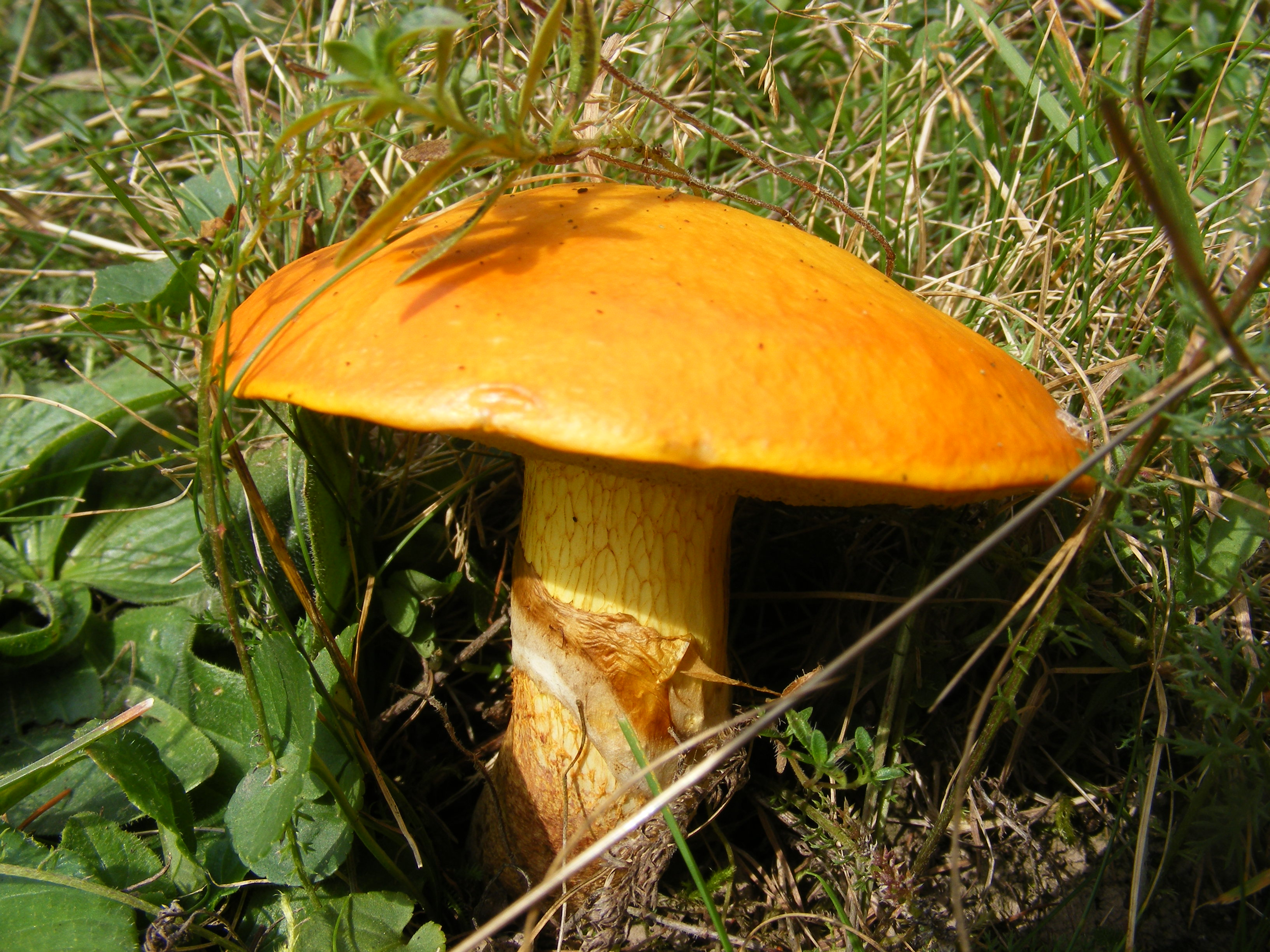
L'anneau, reste du voile partiel chez Suillus grevillei adulte
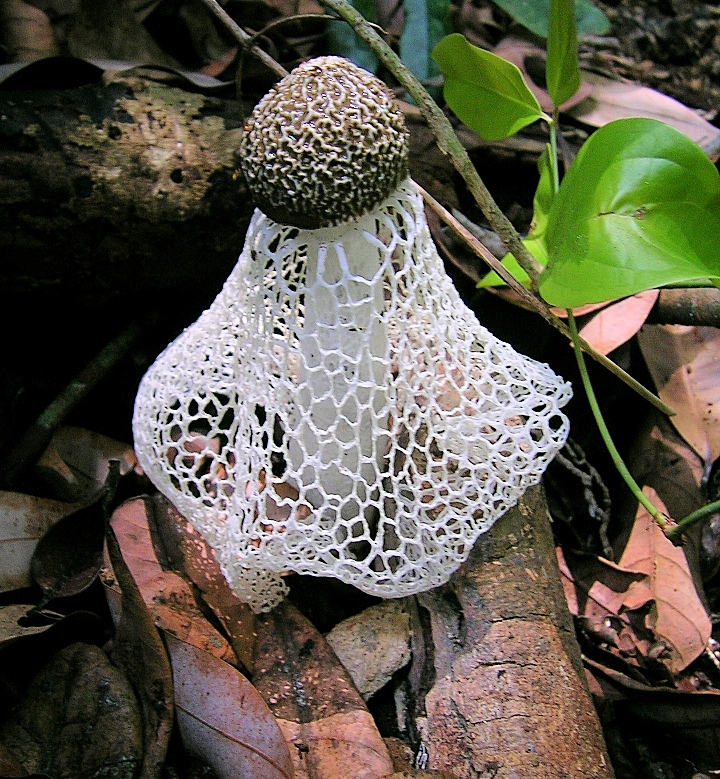
Indusie de Phallus indusiatus